# Masahiro Akimoto
Pour les articles homonymes, voir Akimoto.
Masahiro Akimoto est un sauteur à ski japonais né le 3 septembre 1956.

## Palmarès

### Jeux olympiques d'hiver
| Épreuve / Édition | Lake Placid 1980 |
| Petit Tremplin    | 4e               |
| Grand Tremplin    | 10e              |

### Championnats du monde de ski nordique
| Épreuve / Édition | Oslo 1982 | Seefeld 1985 |
| Petit Tremplin    | 41e       | 21e          |
| Grand Tremplin    | 53e       | 32e          |
| Par équipes       |           | 6e           |

### Coupe du monde de saut à ski
- Meilleur classement final : 5e en 1980.
- 4 victoires.

### Saison par saison
| Année | Lieu                                             |
| 1980  | Sapporo (Japon), Štrbské Pleso (Tchécoslovaquie) |
| 1984  | Sapporo (Japon)                                  |
| 1985  | Sapporo (Japon)                                  |